# Francisco de Ávila
Francisco de Ávila (ur. ok. 1548 w Hiszpanii, zm. 20 stycznia 1606 w Rzymie) – hiszpański kardynał.

## Życiorys
Urodził się około 1548 roku w Hiszpanii, jako syn Garcii Báñeza de Múxica Bracamonte i Marii de Velasco Delagili. Studiował na Uniwersytecie w Salamance, gdzie uzyskał dyplom z teologii. Następnie został kanonikiem kapituły w Toledo i rektorem macierzystej uczelni. 5 czerwca 1596 roku został kreowany kardynałem prezbiterem i otrzymał kościół tytularny San Silvestro in Capite. Zmarł 20 stycznia 1606 roku w Rzymie.